# Nationalisme aragonais
 (avril 2025).
Si vous disposez d'ouvrages ou d'articles de référence ou si vous connaissez des sites web de qualité traitant du thème abordé ici, merci de compléter l'article en donnant les références utiles à sa vérifiabilité et en les liant à la section « Notes et références ».

L' estrelada aragonesa, principal drapeau de l'aragonesisme politique de gauche.

Le nationalisme aragonais est un courant de pensée politique articulé autour de l'idée que l'Aragon est une nation, avec une histoire, une langue, des lois et une culture propre. Un de ses symboles est l'estrelada aragonaise. Les partis politiques nationalistes sont Chunta Aragonesista (ouvertement indépendantiste) et le Parti aragonais (nationaliste modéré). Il y en eut également d'autres comme Iniciativa Aragonesa ou Estau Aragonés.

## Origines
Le nationalisme aragonais surgit à partir des premières revendications formulées par un groupe d'immigrants aragonais à Barcelone, lesquels s'organisèrent autour de l'Union Aragonesista, le groupe de la Juventud Aragonesista de Cataluña et la revue El Ebro. Cette dernière a été la principale référence historique qui a vu s'exprimer le discours aragonesiste primitif, dominé doctrinalement par Gaspar Torrente (es) et par Julio Calvo Alfaro.
Cette publication montre comment l'aragonesisme, à ses débuts, tourne autour du régénérationnisme du début XXe siècle par pure inertie intellectuelle, donnant comme caractéristiques principales au mouvement, l'accent particulier mis sur la  régionalisation culturelle, la condition de région privilégiée et essentielle de l'Espagne, ainsi que de fortes critiques contre le caciquisme.
Dans les décennies suivantes,  aussi bien Gaspar Torrente (es) que Julio Calvo Alfaro applaudissent le Coup d'État de Primo de Rivera, dans l'espoir que son gouvernement enclenche un processus de revitalisation de l'Aragon moyennant une extirpation du caciquisme. Durant la Seconde République espagnole, le nationalisme aragonais maintient son discours hostile à l'égard du caciquisme. À partir de cette période, on commence à employer l'expression de  nationalité en substitution à celle de région, mais sans remettre en question la nation espagnole (es),  en se limitant à proposer la régénération moyennant le fédéralisme et la constitution politique des régions. On y lit une claire influence du fédéralisme de Francisco Pi y Margall.
Le nationalisme aragonais appuie ses bases idéologiques sur l'histoire médiéval du Royaume et de la Couronne d'Aragon et sa singularité comme royaume médiéval.

### D'après Peiró Arroyo
Antonio Peiró Arroyo écrit dans son libre Orígenes del nacionalismo aragonés (1908-1923) que l'activité des régionalistes de Saragosse était bien plus réduite en comparaison de celle des nationalises aragonais de Barcelone, qui ont maintenu pendant 21 ans un groupe qui jouait un double rôle politique et culturel et ont publié leur propre revue El Ebro. Ils s'étaient regroupés sous le drapeau de l'Aragon, alors qu'il n'y avait en Aragon ni drapeau, ni nationalistes aragonais. Les nationalistes aragonais étaient peu nombreux, mais influents. Des quelque 75 membres connus de Acción Regionalista Aragonesa, il existe des biographies publiées pour 29 d'entre eux (38,7 % du total), pour ceux dont les noms sont bien connus. En conséquence, les propositions régionalistes pouvaient atteindre une grande diffusion, bien que les groupes organisés fussent très réduits.
La naissance du nationalisme aragonais doit être relié à l'économie, la culture et la politique.

#### Économie et nationalisme aragonais
La naissance du nationalisme aragonais coïncide avec le début de la récupération économique après la Première Guerre mondiale, avec le développement industriel de Saragosse, malgré la prédominance de l'émigration dans le reste de la région.

#### Culture et nationalisme aragonais
La récupération culturelle s'est produite assez tardivement. Existait alors entre 1894 et 1905 l'institution des Jeux floraux de Saragosse sans qu'elle ait eu une production spécifiquement régionaliste. Les œuvres consacrées aux époques antiques et modernes furent rares, sauf sur la Guerre d'Indépendance. Deux centenaires ayant eu un grand impact public furent célébrés : le premier centenaire des sièges de Saragosse et huitième centenaire de la Reconquête de la ville (1918). L'intérêt pour l'histoire se manifeste au sein de cercles intellectuels réduits, mais avec une présence remarquable. Ainsi, la récupération de l'histoire fut un élément essentiel dans le prologue du nationalisme aragonais.

#### Politique et nationalisme aragonais
En politique, les antécédents du nationalisme aragonais  se retrouvent pendant la Première République Espagnole et  dans la tentative de création du Conseil Régional d'Aragon. Le 18 mai 1869 est signé le Pacte de Tortosa par les communautés qui jadis formaient la Couronne d'Aragon, mais il est resté sans effet. On peut signaler la proclamation des cantons de Saragosse et  de Barbastro à cette époque. Le 22 et 23 mars de 1883 a été approuvée à Saragosse la Constitution Fédérale de l'État Aragonais, qui accordait une ample autonomie mais qui n'a pas eu non plus une grande importance. C'est postérieurement, en 1896, que se rencontrent les premières allusions au régionalisme dans la communauté, avec une influence variée. Ce mouvement régionaliste se détache par son lancement précoce  plus que par ses résultats pratiques ou la qualité de son programme.
Il ne faut pas s'étonner de trouver au sein des organisations régionalistes des traditionalistes comme  Domingo Miral,  des républicains comme Manuel Marraco, ministre des Finances très progressiste de la Seconde République.

### Selon Forcadell Álvarez
D'après Forcadell, le discours historique du nationalisme aragonais entre 1917 et 1936, et particulièrement celui de Calvo Alfaro, se base se base sur la combinaison de deux idées. Il y a d'une part celle du passé médiéval du Royaume d'Aragon, perçu comme une époque propice à l'expression des libertés fondamentales au sein des "fueros", et liée à une société démocratiquement avancée pour son époque. Et on  trouve d'autre part celle de la fierté pour les territoires conquis en Méditerranée (Sardaigne, Royaume des Deux-Siciles, Duché de Néopatrie, etc.) par la Couronne d'Aragon.
Pour le même auteur, le nationalisme aragonais entre 1917 et 1936 se montre dans un premier temps critique envers le libéralisme espagnol du XIXe siècle, qu'il considère comme responsable de l'échec de la Restauration et du caciquisme. La particularité du système juridique de la Couronne d'Aragon, pendant la guerre de succession n'a pas reflété une résistance et une opposition similaire à celle de la Catalogne.

## Symboles

Estrelada plus stylisée et moderne, utilisée surtout sur des panneaux, chemisettes, autocollants, etc.

Les principaux symboles utilisés aujourd'hui par le nationalisme aragonais  sont le drapeau aragonais (avec ou sans l'écu officiel); la estrelada aragonaise, qui conserve les couleurs et le format du drapeau mais qui remplace le bouclier par une étoile rouge, et à une moindre échelle, la bannière étoilée dessinée par Gaspar Torrent.

## Dans l'actualité

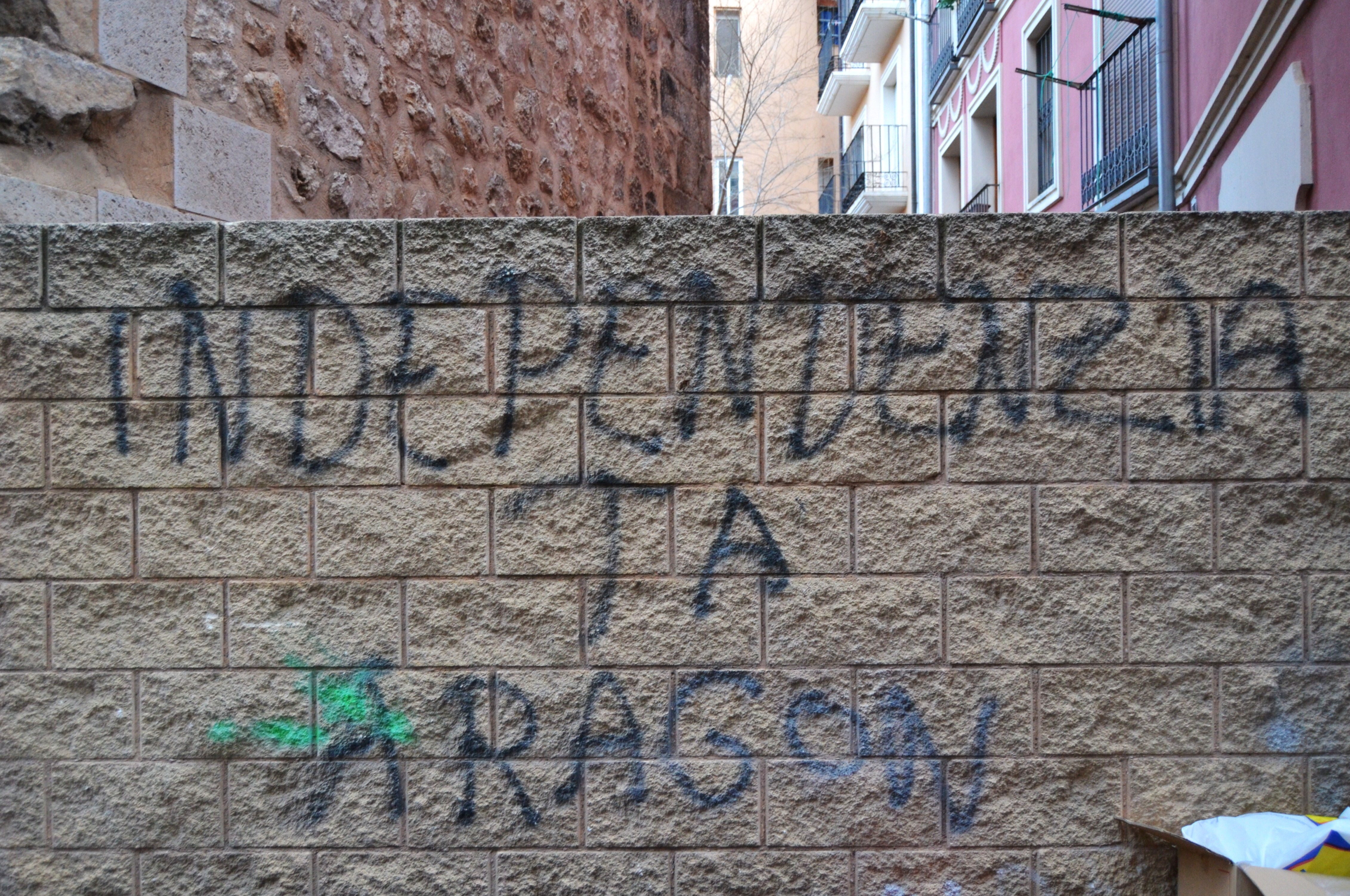
Graffiti indépendantiste à Teruel, où il est écrit en aragonais: Indépendance pour l'Aragon!"

Dans l'actualité, le principal parti nationaliste est Chunta Aragonesista, parti de tradition aragonesiste, et qui s'inscrit dans un espace politique de gauche,. La direction du parti avait décidé d'expulser son organisation juvénile Chobenalla Aragonesista en novembre 2004, mais la décision n'a pas été confirmée lors de l'Assemblée nationale du parti, réunie à Huesca en 2004, et qui a réadmis le mouvement de jeunesse. Chobenalla Aragonesista a postérieurement décidé d'abandonner CHA à cause du virement à droite de celle-ci, en se  joignant aux courants critiques Puyalón et Troisième Voie. La direction du parti a alors décidé de créer une nouvelle organisation juvénile au sein de CHA, appelée Chobentú Aragonesista.
Chobenalla Aragonesista fusionne en 2010 avec l'organisation juvénile Astral et ont fondé Purna. Ce parti est actuellement est intégré au sein du Bloc Indépendantiste de Cuchas (BIC).
Au sein de l'espace politique d centre-droite, le principal parti aragonesiste est le Parti Aragonés (PAIR). Lors des congrès successifs, le Parti s'est défini comme nationaliste modéré, constitutionaliste et du centre,
Existent aussi d'autres partis comme Initiative Aragonaisse, qui se définit comme nationaliste et du centre, et le parti Citoyens Unis d'Aragon (pCUA), que se définit comme libéral et héritier du foralisme libéral en Espagne..
En 2007, dans l'intention d'unir les organisations indépendantistes aragonaises de gauche au sein d'un même bloc, se crée le Bloc Indépendantiste de Cuchas (BIC), formé d'une coalition de divers partis et d'organisations de gauche indépendantiste comme Purna, À Enrestida, l'organisation féministe À Clau Roya, le Syndicat Ouvrier Aragonais (SOA), le syndicat étudiant SEIRA et le parti politique Puyalón. Il compte actuellement un conseiller municipal, de Puyalón, à Artieda, dans la comarque de la Jacetania.

### Résultats électoraux des partis nationalistes aragonais
Dans les tableaux suivants sont détaillés les récents résultats électoraux des partis nationalistes aragonais .
| Date                | Votes PAR | %     | C.    | Votes CHA | %     | C.  | Votes INAR | %    | C. | Total des votes | %     | Conseillers |
| ------------------- | --------- | ----- | ----- | --------- | ----- | --- | ---------- | ---- | -- | --------------- | ----- | ----------- |
| Municipales 1991    | 129.001   | 21,39 | 1.204 | 10.215    | 1,69  | 16  | -          | -    | -  | 139.216         | 23,08 | 1.220       |
| Municipales 1995    | 134.934   | 19,27 | 1.148 | 27.836    | 3,98  | 40  | -          | -    | -  | 162.770         | 23,25 | 1.188       |
| Municipales 1999    | 87.493    | 13,36 | 925   | 54.614    | 8,34  | 80  | -          | -    | -  | 142.107         | 21,70 | 1.005       |
| Municipales 2003    | 85.857    | 12,03 | 907   | 88.939    | 12,46 | 196 | 1.262      | 0,18 | 1  | 176.058         | 24,67 | 1.104       |
| Municipales 2007    | 94.087    | 13,98 | 982   | 58.469    | 8,69  | 228 | -          | -    | -  | 152.556         | 22,67 | 1.210       |
| Municipales de 2011 | 77.542    | 11,33 | 992   | 53.143    | 7,77  | 184 | -          | -    | -  | 130.685         | 19,10 | 1.176       |
| Municipales de 2015 | 59.449    | 8,88  | 916   | 42.119    | 6,29  | 163 | -          | -    | -  | 101.568         | 15,17 | 1.079       |

| Date            | Votes PAR | %     | D. | Votes CHA | %     | D. | Votes INAR | %    | D. | Total des votes | %     | Députés |
| --------------- | --------- | ----- | -- | --------- | ----- | -- | ---------- | ---- | -- | --------------- | ----- | ------- |
| régionales 1991 | 151.377   | 25,05 | 17 | 14.008    | 2,32  | -  | -          | -    | -  | 165.385         | 27,37 | 17      |
| régionales 1995 | 143.272   | 20,8  | 14 | 34.043    | 4,94  | 2  | -          | -    | -  | 177.315         | 25.74 | 16      |
| régionales 1999 | 86.246    | 13,26 | 10 | 72.129    | 11,09 | 5  | -          | -    | -  | 158.375         | 24,35 | 15      |
| régionales 2003 | 79.670    | 11,18 | 8  | 97.777    | 13,72 | 9  | 1.703      | 0,24 | 0  | 179.150         | 25,14 | 17      |
| régionales 2007 | 80.862    | 12,12 | 9  | 54.483    | 8,17  | 4  | -          | -    | -  | 135.345         | 20,29 | 13      |
| régionales 2011 | 62.148    | 9,47  | 7  | 55.875    | 8,24  | 4  | -          | -    | -  | 118.023         | 17,71 | 11      |
| régionales 2015 | 45.577    | 6,90  | 6  | 30.334    | 4,59  | 2  | -          | -    | -  | 75.911          | 11,49 | 7       |

| Date                                   | Votes PAR                                 | %                                         | D.                                        | Votes CHA                              | %                                      | D.                                     | Total des votes | %     | Députés |
| -------------------------------------- | ----------------------------------------- | ----------------------------------------- | ----------------------------------------- | -------------------------------------- | -------------------------------------- | -------------------------------------- | --------------- | ----- | ------- |
| Élections générales espagnoles de 1993 | 71.628                                    | 10,98                                     | 1                                         | -                                      | -                                      | -                                      | 71.628          | 10,98 | 1       |
| Élections générales espagnoles de 1996 | Il s'a présenté en coalition avec le PP   | Il s'a présenté en coalition avec le PP   | Il s'a présenté en coalition avec le PP   | 49.639                                 | 6,53                                   | 0                                      | 49.639          | 6,53  | 0       |
| Élections générales espagnoles de 2000 | 38.883                                    | 5,38                                      | 0                                         | 75.356                                 | 10,42                                  | 1                                      | 114.239         | 15,80 | 1       |
| Élections générales espagnoles de 2004 | 36.540                                    | 4,68                                      | 0                                         | 94.252                                 | 12,07                                  | 1                                      | 130.792         | 16,75 | 1       |
| Élections générales espagnoles de 2008 | 39.905                                    | 5,25                                      | 0                                         | 37.995                                 | 4,99                                   | 0                                      | 77.900          | 10,24 | 0       |
| Élections générales espagnoles de 2011 | Il s'est présenté en coalition avec le PP | Il s'est présenté en coalition avec le PP | Il s'est présenté en coalition avec le PP | Il s'est présenté en coalition avec IU | Il s'est présenté en coalition avec IU | Il s'est présenté en coalition avec IU | -               | -     | -       |

| Date             | Votes PAR | %    | D. | VotosCHA | %    | D. | Votostotal | %     | Députés |
| ---------------- | --------- | ---- | -- | -------- | ---- | -- | ---------- | ----- | ------- |
| Européennes 1989 | -         | -    | -  | -        | -    | -  | -          | -     | -       |
| Européennes 1994 | 43.810    | 7,80 | 0  | -        | -    | -  | 43.810     | 7,80  | 0       |
| Européennes 1999 | 60.186    | 9,27 | 0  | 44.494   | 6,85 | 0  | 104.680    | 16,12 | 0       |
| Européennes 2004 | 14.157    | 2,94 | 0  | 29.520   | 6,13 | 0  | 43.677     | 9,07  | 0       |
| Européennes 2009 | -         | -    | -  | 13.259   | 2,84 | 0  | 13.259     | 2.84  | 1À      |
| Européennes 2014 | -         | -    | -  | 20.625   | 4,49 | 0  | 20.625     | 4,49  | 0b      |

## Sources
- (es) Cet article est partiellement ou en totalité issu de l’article de Wikipédia en espagnol intitulé « Nacionalismo aragonés » (voir la liste des auteurs).